# Deus Ex: Invisible War
Deus Ex: Invisible War é um jogo eletrônico de RPG de ação – combinando elementos de tiro em primeira pessoa e stealth – desenvolvido pela Ion Storm e publicado pela Eidos Interactive. Ele foi lançado em dezembro de 2003 na América do Norte e em 2004 do restante do mundo para Microsoft Windows e Xbox. É o segundo título da série Deus Ex e uma sequência do primeiro jogo. A jogabilidade envolve a exploração e combate em ambientes conectados a vários níveis centrais diferentes, além de missões que geram pontos de experiência que podem ser usados para melhorar as habilidades do personagem. Escolhas de diálogos também estão presentes, com opções de respostas em pontos importantes da história afetando como alguns dos eventos ocorrem.
A história se passa em 2072, vinte anos depois do Deus Ex original, seguindo um cenário em que os eventos do primeiro jogo levaram a um período de guerra e depressão chamado de "Ruína", que resultou na ascensão de várias facções disputando o poder ao redor do mundo. O protagonista é Alex D, que é evacuado de Chicago para Seattle nos Estados Unidos depois um ataque terrorista, logo envolvendo-se em uma rede de tramas enquanto diversas facções lutam por dominação mundial. A história explora o tema de terrorismo, além do tema recorrente da série sobre teorias da conspiração em uma ambientação cyberpunk.
O desenvolvimento de Invisible War começou pouco depois do lançamento de Deus Ex. O objetivo era criar uma versão mais acessível dos sistemas do jogo original ao mesmo tempo que preservava os essenciais. O projetista original Harvey Smith foi o diretor, enquanto o compositor Alexander Brandon e o roteirista Sheldon Pacotti retornaram nas mesmas posições. Músicas e dublagens adicionais vieram da banda de rock Kidneythieves. Enquanto o Deus Ex original foi desenvolvido para Microsoft Windows, Invisible War foi produzido para Xbox e depois convertido para computadores. Esta decisão fez com que os ambientes do jogo precisassem serem projetados com as limitações técnicas de um console em mente.
O jogo foi aclamado pela crítica ao ser lançado, com seus gráficos e liberdade de escolha tanto na jogabilidade quanto na história tendo sido elogiados. As principais críticas foram contra a inteligência artificial ruim dos inimigos, escolhas de projeto controversas e problemas com a conversão para Windows. Ele vendeu mais de um milhão de unidades. Opiniões posteriores de jornalistas e fãs foram mistas, com muitos afirmando que Invisible War era o título mais fraco da série. Várias tentativas fracassadas de criar uma sequência foram propostas nos anos seguintes até o fechamento da Ion Storm em 2005, com uma prequela do jogo original intitulada Deus Ex: Human Revolution sendo finalmente desenvolvida pela Eidos Montréal e lançada em 2011.

## Jogabilidade

Imagem da jogabilidade de Invisible War. O jogador enfrenta um inimigo em um dos níveis principais do jogo enquanto o HUD mostra as opções de atalhos, a vida do personagem e seu inventário.

Deus Ex: Invisible War é um RPG eletrônico de ação que incorpora mecânicas de tiro em primeira pessoa e stealth. O jogador assume o papel de Alex D, cujo gênero e aparência podem ser customizados no começo do jogo. O título tem diferentes níveis de dificuldade; estes vão desde "fácil" até "realista". O jogador movimenta-se pelo ambiente, podendo subir escadas, pular sobre caixas e agachar a fim de navegar em espaços estreitos. Itens como cubos de dados e holoprojetores podem ser acessados para expandir e narrativa e progredir na história. Certos objetos podem ser carregados ou jogados, desde itens pequenos até corpos humanos. Cada área central do jogo possui uma variedade de missões dadas por personagens não jogáveis, com o jogador podendo aceitá-las ou recusá-las; estas incluem missões conectadas com a história principal ou missões paralelas únicas de cada área. Estes objetivos podem ser completados de diversas maneiras, incluindo infiltração furtiva, hacking ou ataque frontal. O jogador tem várias opções de diálogos ao conversar com personagens não jogáveis, com a opção escolhida influenciado o curso da conversa.
Há uma variedade de armas corpo a corpo e de fogo, tanto letais quanto não letais; armas corpo a corpo incluem uma faca, um bastão e um dispositivo de choque. Armas de fogo incluem uma pistola, espingarda, rifle, submetralhadora e lança foguete. Outros tipos incluem uma variedade de granadas e bombas. Todas as armas do jogo compartilham o mesmo tipo de munição, representada por uma barra; tipos diferentes de armas usam quantidades diferentes de munição. Armas podem ser customizadas com itens e equipamentos, como silenciadores ou a habilidade de disparar silenciosamente através de vidros. Outras melhorias aumentam o dano infligido e diminuem a quantidade de munição usada. Itens, armas, munição e equipamentos são comprados com Créditos, a moeda do jogo. Os itens podem ser ferramentas para destrancar portas ou cilindros que restauram vida e energia. Inimigos derrotados deixam cair itens que podem ser coletados, com estes também podendo ser encontrados no ambiente como dentro de contêineres, caixas ou móveis. O jogador pode carregar até doze tipos de itens, com itens consumidos podendo serem armazenados em um único espaço do inventário.
O jogador adquire biomods no decorrer do jogo, cilindros cheios de nano-máquinas que aprimoram seus atributos físicos e mentais. Existem dois tipos de biomods: cilindros padrão e versões do mercado negro, com ambos podendo ser encontrados no ambiente ou comprados de certos personagens não jogáveis; versões padrão e do mercado negro não podem ser instaladas no mesmo espaço. Biomods são instalados em cinco espaços diferentes representando diferentes partes do corpo: braço, cranial, olho, perna e esqueleto. Cada região tem três opções de melhoramentos para o jogador ativar. Alguns aprimoramentos de biomods são exclusivos da versão padrão ou do mercado negro. As habilidades dos biomods vão desde aprimoramentos de força e agilidade até habilidade relacionadas com terminais de hacking e capacidade de assumir o controle de robôs hostis. Uma vez ativadas, biomods adicionais podem ser usados para melhorar habilidades já existentes ou desinstalar uma habilidade a fim de modificá-la, deleta-la ou substitui-la por um aprimoramento novo. Habilidades de biomods ligadas a capacidades como invisibilidade usam uma porção da barra de energia do jogador assim que ativadas.

## Sinopse

### Mundo
Invisible War se passa em 2072, vinte anos depois dos eventos de Deus Ex; a série Deus Ex se passa em um futuro cyberpunk cheio de organizações secretas como os Illuminati e a Majestic 12, com os primeiros sendo uma facção dissidente. Durante os eventos do primeiro jogo em 2052, o protagonista JC Denton – um clone projetado para servir a Majestic 12 – foi colocado dentro de uma guerra secreta entre os Illuminati e a Majestic 12, esta liderada pelo industrialista Bob Page. Page queria fazer de si um ditador global ao primeiro minar os Illuminati através da criação de uma pandemia a fim de subornar a elite do mundo para apoiar a Majestic 12, e em seguida fundir-se com a inteligência artificial Helios. Uma combinação dos três finais possíveis de Deus Ex levou à história de Invisible War: Denton matou Page, fundiu-se com a Helios, destruiu a base da Majestic 12 na Área 51 com o objetivo de danificar a economia mundial e então aliou-se com os Illuminati para reconstruir o mundo. As ações de Denton causaram um período de guerra e depressão chamado de "Ruína". Depois disso as grandes capitais organizaram-se em cidades-Estado, criando enclaves murados onde a população pode ser observada e o crescimento controlado. A história de Invisible War passa por vários locais ao redor do mundo, começando em Seattle e indo para o Cairo, Tréveris e Antártica. Um elemento recorrente são os "aprimoramentos", nanotecnologias avançadas que aprimoram o corpo humano, chamadas no jogo de biomods.

### Personagens
O protagonista de Invisible War é "Alex D", cujo nome completo é Alex Denton, um clone do mesmo programa que criou JC e Paul Denton. Alex foi libertado pouco depois dos eventos de Deus Ex, crescendo em Chicago até entrar na Academia Tarsus, uma instituição controlada pela ApostleCorp de Denton. Foi lá que Alex foi treinado no uso de biomods. O gênero no personagem é escolhido no começo do jogo, com a escolha afetando o modo como algumas pessoas reagem durante conversas. Outros três estudantes da Tarsus são encontrados durante a história: Billie Adams, amigo de longa data de Alex; Leon Jankowski, um aluno impulsivo e graduado; e Klara Sparks, uma aluna modesta que age como amiga e suporte de Jankowski. Os estudantes são supervisionados por Leila Nassif. Personagens que retornam de Deus Ex incluem os irmãos JC e Paul Denton, este último em coma depois de uma infusão mal-sucedida de biomods, e também Tracer Tong, um aliado dos dois.
Há várias facções rivais em Invisible War que Alex pode escolher fazer parte, com elas representando diferentes pontos de vista sobre como a sociedade humana pós-Ruína deve se desenvolver. As duas facções que cuidam da reconstrução dentro dos enclaves são a Organização Mundial do Comércio (OMC), que constrói e mantém as cidades-Estado emergentes, agindo como um verdadeiro órgão governamental; e a Ordem, uma religião combinando conceitos de várias fés do mundo que ganhou o apoio de pessoas fora dos enclaves e se opõe às políticas da OMC. Tanto a Ordem quanto a OMC são controladas pelos Illuminati, lideradas respectivamente pelos membros Nicolette DuClare e Chad Dumier. Outras duas facções presentes são os Cavaleiros Templários, liderados por Saman, ex-líder da Ordem, que realiza ataques contra grupos que abraçam o uso de biomods; e a Omar, um culto de humanos ciberneticamente aprimorados que compartilham uma mente única.

### Enredo
Os Cavaleiros Templários realizam um ataque terrorista em Chicago ao detonar uma bomba de nanomáquinas que transforma a cidade inteira em grey goo, com os estudantes da Academia Tarsus conseguindo escapar por um triz. Eles são relocados para a instalação da Tarsus em Seattle, porém esta é atacada pouco depois por soldados da Ordem. Alex descobre com a ajuda de Adams que a Tarsus tem observado seus estudantes em segredo sob as instruções de Nassif, em seguida foge e recebe ofertas de missões passadas pela própria Tarsus, a Ordem, a OMC e a Omar. Alex descobre durante essas missões que os biomods foram criados pela ApostleCorp, seguindo Nassif até o Cairo, que está sendo assolada pelo luta entre diferentes facções. Os amigos de Alex da Tarsus por sua vez seguem caminhos diferentes: Adams inicialmente se alia com a Ordem antes de juntar-se aos Cavaleiros Templários, Sparks entra para a OMC enquanto Jankowski envolve-se com a Omar.
Alex encontra Nassif e descobre que eles são parte do plano de Denton para distribuir sua tecnologia de biomods por todo o mundo, além de que o próprio Denton está incapacitado devido seus próprios aprimoramentos no confronto contra a Helios anos antes. Alex vai para Tréveris a fim de usar um portal de teletransporte para encontrar Denton na Antártica. Alex conhece Tong em Tréveris e é enviado para salvar figuras importantes de serem mortas pelos Cavaleiros Templários, descobrindo também no meio do caminho sobre o envolvimento dos Illuminati. Alex consegue usar o teletransporte até a Antártica, confrontando Adams e revivendo Denton. Este explica seu plano de conectar a humanidade com a Helios usando os biomods de Alex, criando assim o caminho para uma democracia ideal. Alex volta para o Cairo com o objetivo de reviver Paul Denton com biomods compatíveis. Alex tem a escolha de salvá-lo, matá-lo seguindo ordens de Dumier ou entregá-lo para a Omar.
Alex é levado pelos agentes de Denton até a Ilha da Liberdade em Nova Iorque, descobrindo que o local abriga parte de uma rede de comunicação mundial pré-Ruína que pode ser usada por cada facção. Não importando as escolhas feitas na história até o momento, Alex pode aliar-se com qualquer facção ou matar todos os seus líderes. Caso Alex siga o plano de Denton, os biomods são distribuídos pelo mundo, dando à Helios a capacidade de acessar o pensamento de todos os humanos, algo que permite que ela governe toda a humanidade. Caso Alex alie-se com os Illuminati, eles usam a rede para criar um estado de vigilância global onde a comunicação e a economia são controlados. Caso se alie aos Cavaleiros Templários, eles unem a humanidade sob uma teocracia onde o uso de biomods e aqueles considerados impuros são suprimidos implacavelmente. Matar todas as facções leva a um caos mundial, transformando a Terra em uma desolação controlada pela Omar.

## Desenvolvimento

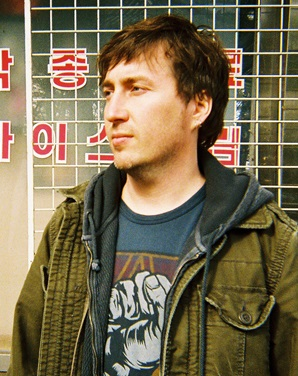
Harvey Smith trabalhou como projetista em Deus Ex e foi escolhido como diretor de Invisible War.

O desenvolvimento de Deus Ex: Invisible War começou no estúdio Ion Storm pouco depois do lançamento do Deus Ex original. A maior parte da equipe de desenvolvimento original retornou para a sequência, ansiosos por contar uma história nova e refinar a jogabilidade. Havia também alguns novatos que tinham trabalhado na conversão do título para PlayStation 2. Harvey Smith, que fora o principal projetista em Deus Ex, foi escolhido pelo diretor original e criador da série Warren Spector para a direção de Invisible War, enquanto este assumiu uma função de supervisão tanto para este jogo quanto para outros projetos da empresa. Apesar de Smith estivesse disposto a atuar como diretor e projetista, ele logo percebeu que seria muito trabalho e assim chamou Ricardo Bare para ser o principal projetista. Bare esteve envolvido nos estágios finais de desenvolvimento de Deus Ex, tendo recebido a função apesar da sua falta de experiência como projetista depois de outros membros mais qualificados da equipe terem ficado indisponíveis.
O principal objetivo era criar uma experiência que emulava a liberdade de escolha do jogo original ao mesmo tempo que proporcionava para os jogadores maiores opções de definição do personagem. A jogabilidade foi inspirada em Ultima Underworld: The Stygian Abyss, System Shock, Dungeon Master e Thief: The Dark Project. Os desenvolvedores desejavam minimizar a quantidade de menus que os jogadores precisavam navegar pois o jogo estava sendo desenvolvido para computadores e consoles, mantendo o sentimento principal de um tiro em primeira pessoa. Um dos objetivos era melhorar os elementos furtivos, que a equipe achou que estavam "quebrados" em Deus Ex. Os desenvolvedores conversaram sobre a jogabilidade furtiva com a equipe de Thief: Deadly Shadows, que também estava sendo produzido na Ion Storm na época. Eles também tinham pessoas que trabalharam em Tom Clancy's Splinter Cell, então considerado um dos melhores títulos recentes focados em furtividade. Os sistemas separados de aprimoramento e pontos de habilidade presentes no jogo original foram combinados em Invisible War no sistema de biomods. O uso de munição universal foi implementado para que assim os jogadores não precisassem se preocupar em coletar tipos de munições para tipos diferentes de armas. Spector posteriormente explicou que essas mudanças eram um meio de ajudar a vender o jogo fora de seu nicho de fãs; com Invisible War e Deadly Shadows eles precisavam de um maior número de jogadores para que assim esses títulos fossem rentáveis. Um modo multijogador, adicionado a Deus Ex por meio de uma atualização, não foi incluído por preocupações sobre tempo e qualidade.
A história foi influenciada por teorias da conspiração, histórias de espionagem e ficção científica. Sheldon Pacotti, roteirista do jogo original, retornou para a sequência pe trabalhou junto com a novata Sarah Paetsch. Uma grande diferença em relação a Deus Ex foi a liberdade dada ao jogador para mudar de facções no decorrer da história. Uma parte central da experiência era a narrativa ramificada, proporcionando ao jogador várias opções de progresso apesar das missões serem lineares. Paetsch estimou que haviam por volta de trinta mil falas de diálogo dentro do jogo. O subtítulo Invisible War referia-se à batalha não vista que ocorria tanto ao redor das pessoas quanto dentro delas. A sugestão que todos os finais de Deus Ex fossem parte do cânone da série veio de um membro da equipe que tinha trabalhado no jogo original. As locações foram escolhidas por causa de suas atmosferas distintas e, em alguns casos, marcos icônicos. Os desenvolvedores também escolheram as locações associadas na época com organizações presentes no jogo, como Seattle e a OMC. Antártica foi influenciada pelo filme The Thing. Como JC Denton tinha transformando-se em uma figura grandiosa na história mundial depois dos eventos do título original, a equipe criou o personagem de Alex D, alguém que compartilharia as raízes de Denton e começaria "na base da pirâmide". Um dos temas incluídos foi a natureza do terrorismo e como pessoas poderiam ser classificadas como terroristas ou libertadores dependendo das circunstâncias.
Enquanto o jogo original foi projetado primeiro para computadores Microsoft Windows e depois convertido para PlayStation 2, uma versão para console de Invisible War foi decidida desde o início. A equipe usou sua experiência na conversão de PlayStation 2 de Deus Ex ao criar a versão de console da sequência. A equipe desejava levar a experiência dos computadores para os consoles em vez de criar o jogo para consoles, assim o Xbox foi escolhido pois tinha a maior capacidade de memória dos consoles disponíveis na época. O maior desafio enfrentado foi menor poder de processamento do console. Os tamanhos dos ambientes precisaram serem reduzidos quando comparados ao título original devido às limitações do Xbox, porém os desenvolvedores tentaram deixar as áreas menores mais densas e com mais elementos interativos. Todos os sistemas de jogo foram recriados do zero a partir do motor de jogo. Invisible War usou uma combinação de Unreal Engine com Havok. A escolha da Unreal se deu por vários motivos, incluindo familiaridade com o motor de jogo e o desejo de desenvolver para tanto ambientes de computadores quanto consoles; apesar da estrutura básica ter sido da Unreal, a equipe substituiu o renderizador, programação da inteligência artificial e física. Integrar a Havok permitiu uma simulação "mais rica" de físicas em tempo real. A inteligência artificial foi projetada para exibir uma gama maior de respostas, percebendo perturbações, vasculhando ambientes e sendo capaz de chamar reforços.
A música foi composta por Alexander Brandon e Todd Simmons; Brandon tinha trabalhado também no jogo original. A influência de Brandon foi o estilo musical esparso da série Thief, uma mudança em relação ao estilo empregado no primeiro Deus Ex. O estilo da dublagem também foi diferente, com o objetivo sendo maior profissionalidade nas interpretações. A melhora na qualidade da dublagem foi creditada ao maior orçamento. A trilha sonora também incluía seis faixas da banda de rock industrial Kidneythieves; Free Dominguez, vocalista da banda, foi o dublador do personagem NG Resonance. O cantor descreveu a experiência da gravação de suas falas como "divertida".

## Lançamento
Uma sequência de Deus Ex foi revelada pela Eidos Interactive em 2001 através de vagas de emprego pedindo por projetistas para trabalharem no jogo. A Eidos confirmou na Electronic Entertainment Expo (E3) do mesmo ano que um segundo Deus Ex seria lançado em consoles antes de estrear nos computadores; a explicação dada foi que levar em conta as limitações de consoles iria facilitar as conversões posteriores para computadores. A Eidos anunciou Invisible War oficialmente na E3 de 2002 como um título para Microsoft Windows, Xbox e PlayStation 2. A Ion Storm revelou mais tarde que estavam com dificuldades com a conversão para PlayStation 2 devido às enormes diferenças entre as três plataformas, estando relutantes em seguirem adiante por esses problemas. Foi clarificado após o lançamento que nenhuma versão para PlayStation 2 seria desenvolvida. A trilha sonora foi disponibilizada para download no site oficial do jogo como parte da divulgação. Um demo foi lançado em novembro de 2003.
Invisible War foi lançado na América do Norte no dia 2 de dezembro de 2003. A Ion Storm lançou uma atualização pouco depois da estreia a fim de concertar problemas com os gráficos e outros elementos como salvamento. O jogo foi lançado na Europa em 5 de março de 2004. O título foi anunciado no Japão em março também para Xbox, tendo sua estreia algum tempo depois em 17 de junho. O jogo foi publicado pela Eidos em todas as regiões.

## Recepção

### Crítica
Deus Ex: Invisible War foi muito bem recebido pela crítica especializada na época de seu lançamento original. No agregador de resenhas Metacritic, que cria uma nota a partir de uma média aritmética ponderada, a versão de Microsoft Windows do título tem uma nota de 80/100 a partir de 44 críticas, enquanto sua versão para Xbox possui uma nota de 84/100 baseado em cinquenta resenhas.
A revista Computer and Video Games afirmou que as duas versões do jogo eram aprazíveis apesar de elementos da construção do mundo e da jogabilidade não terem sido mantidos em relação à experiência menor do Deus Ex original. Rob Fahey da Eurogamer escreveu que Invisible War era "excelente", mesmo levando em conta que seu foco em alguns aspectos do primeiro jogo tendo o deixado em uma desvantagem. Adam Biessener e Justin Leeper da Game Informer, que avaliaram respectivamente as versões de computador e Xbox, elogiaram a variedade de escolhas na jogabilidade e a qualidade da história e dublagem, ambos afirmando que este era um grande exemplo de jogo dentro do gênero de ficção científica. A revista GamePro elogiou a história, a extensão da dublagem, o número de escolhas disponíveis na progressão da jogabilidade e na realização dos objetivos.
Greg Kasavin da GameSpot elogiou a ambição de Invisible War e disse que muitos elementos funcionaram, porém afirmou que o público iria focar-se mais nas falhas de sua narrativa e estrutura de jogabilidade; ele resumiu o jogo como uma "experiência ótima e original que vale muito a pena". Steve Butts da IGN falou que, apesar de que certas pessoas reclamariam que muitas concessões foram feitas para jogadores casuais, o título ainda assim era bem construído e agradável, elogiando a maioria das alterações feitas pelos desenvolvedores. Ryan McCaffrey da Official Xbox Magazine afirmou que o jogo era um "RPG brilhante", mesmo com sua curta duração, elogiando a narrativa, liberdade oferecida na jogabilidade e físicas. Kieron Gillen da PC Gamer gostou da grande variedade de escolhas, apesar da falta de evolução de alguns sistemas, como os biomods. Ele salientou que os elementos que não foram trazidos do Deus Ex original provavelmente afetariam a percepção do público sobre o jogo.
Elogios foram direcionados para a variedade de escolhas presentes no decorrer da narrativa e na jogabilidade, apesar da primeira ter sido vista como ausente em certos pontos enquanto a segunda foi considerada limitada por outros fatores, como o sistema de biomods e o tamanho dos ambientes. Comportamento ruim da inteligência artificial foi uma crítica recorrente. A versão de Xbox foi especialmente elogiada por seu desempenho e gráficos apresentados, mesmo vários críticos percebendo quedas na contagem de quadros e alguns outros problemas técnicos. A versão de computadores foi frequentemente criticada por ter questões de queda de quadros semelhantes, além de problemas nos controles, a necessidade de um computador poderoso a fim de fazer o jogo rodar bem e o fato do título ter sido reduzido para funcionar no Xbox.

### Vendas
Invisible War alcançou a terceira posição dos mais vendidos durante sua semana de estreia no Reino Unido, atrás de James Bond 007: Everything or Nothing e Sonic Heroes, algo que foi descrito como uma "estreia respeitável". A Eidos reportou em seu relatório financeiro de abril de 2005 que o jogo estava entre os títulos que tinham vendido entre quinhentas mil e um milhão de cópias desde o lançamento, colocando-o entre os produtos mais bem sucedidos da empresa. Invisible War já tinha vendido mais de 1,2 milhões de unidades até abril de 2009, ficando acima do Deus Ex original em termos de números totais de vendas.

### Prêmios
McCaffrey, como parte de sua resenha, nomeou o jogo como uma "Escolha do Editor". Invisible War foi indicado nas categorias de melhor Desenho de Personagens e melhor Iluminação/Textura nas premiações entregues pela National Academy of Video Game Trade Reviewers de 2003. Pacotti e Paetsch foram indicados para Excelência em Roteiro na cerimônia da Game Developers Choice Awards de 2004. Nos prêmios da Academia de Artes e Ciências Interativas do mesmo ano, o título recebeu indicações nas categorias Jogo RPG de Computador do Ano e Jogo de Ação em Primeira Pessoa de Console do Ano.

## Legado
Invisible War retrospectivamente foi visto como o título principal mais fraco de toda série Deus Ex quando comparado com o jogo original e suas subsequentes sequências. Brian Albert da IGN escreveu em 2013 em um artigo sobre a história da franquia que achava que as falhas técnicas e estéticas de ficção científica impediram Invisible War de alcançar o mesmo apelo que o jogo original tinha conseguido. Neon Kelly da VideoGamer.com afirmou em 2011 que o título era "amplamente considerado uma decepção" devido suas escolhas de projeto controversas relacionadas com a jogabilidade e estrutura direcionada a consoles.
Várias retrospectivas sobre o jogo o citaram como um produto decepcionante em relação à grande aclamação do original: tanto Heather Alexandra da Kotaku quando Richard Cobbett da PC Gamer afirmaram que, apesar do título não ser ruim por si só, ele falhou em viver de acordo com as tradições da série Deus Ex e acabou prejudicando a marca. Tristan Donovan da Eurogamer, em uma retrospectiva do jogo, disse que Invisible War estava "destinado a passar seu futuro vivendo na sombra do jogo que veio antes e, agora, do jogo que veio depois", mesmo possuindo elementos suficientes para ser considerado um título principal da franquia.
Membros da equipe falaram negativamente sobre seus papéis no jogo: Spector se arrepende abertamente de ter ouvido os grupos focais durante os estágios iniciais de desenvolvimento, já que isso influenciou a mudança de ambientação; Brandon culpou o som – a dublagem mais profissional e estilo musical esparso – como sendo estrangeiros para a série Deus Ex; enquanto Smith expressou decepção várias vezes com as escolhas de projeto, mesmo no final tendo gostado do jogo. Durante uma conversa e palestra com Spector na Universidade do Texas, Smith também compartilhou suas opiniões sobre o desenvolvimento do título:
| “ | Eu sinto que nós fodemos o gerenciamento da tecnologia [...] Tínhamos uma química de equipe ruim. Escrevemos a renderização errada. Escrevemos o tipo errado de inteligência artificial. E nós lançamos muito cedo. A história era até ruim. Tipo, não era uma história história ruim. Era mais como se tivéssemos ido para o futuro, que, não percebemos na época, minou boa parte daquilo que fez Deus Ex ótimo. | ” |

### Sequências
Várias tentativas de criar um terceiro título da série Deus Ex ocorreram depois do lançamento de Invisible War, mesmo depois de Spector e Smith terem deixado a Ion Storm. Os dois principais projetos foram Deus Ex: Insurrection, que usava o mesmo motor de jogo de Invisible War enquanto distanciava-se de suas mecânicas mais divisivas, e Deus Ex 3, que tinha o objetivo de ser um jogo de mundo aberto com uma narrativa ramificada. O desenvolvimento do terceiro título foi paralisado quando, após as saídas de mais membros da equipe e problemas financeiros, a Eidos precisou fechar em 2005. Um projeto separado foi desenvolvido pela Crystal Dynamics, que tinha a intenção de ser o quarto jogo da franquia depois de Insurrection e era intitulado Deus Ex: Clan Wars, porém foi retrabalhado como uma propriedade intelectual nova chamada Project: Snowblind lançada em 2005. Invisible War foi o último jogo Deus Ex produzido pela Ion Storm antes de seu fechamento.
O título seguinte da série Deus Ex foi passado em 2007 para o recém estabelecido estúdio Eidos Montréal com o objetivo de revitalizar a franquia, com o jogo sendo tanto uma prequela quanto recomeço da série. Deus Ex: Human Revolution foi anunciado pouco depois do início de seu desenvolvimento e teve sua estreia em agosto de 2011. Uma sequência direta intitulada Deus Ex: Mankind Divided foi lançada em agosto de 2016. Mankind Divided e outros projetos pós-Human Revolution formam parte do chamado Deus Ex Universe, com ambos os jogos e mídias adicionais sendo projetadas a fim de expandir o mundo.